# Vojislav Koštunica
Vojislav Koštunica, em sérvio cirílico Војислав Коштуница, (Belgrado, 24 de março de 1944) é um advogado e o ex-primeiro-ministro da Sérvia. Ele também foi presidente da extinta Iugoslávia de 2000 a 2003, sucedendo a Slobodan Milošević.
Considera-se razoavelmente próximo de Charles de Gaulle em suas opiniões.